# 玛格达莱娜·诺伊纳

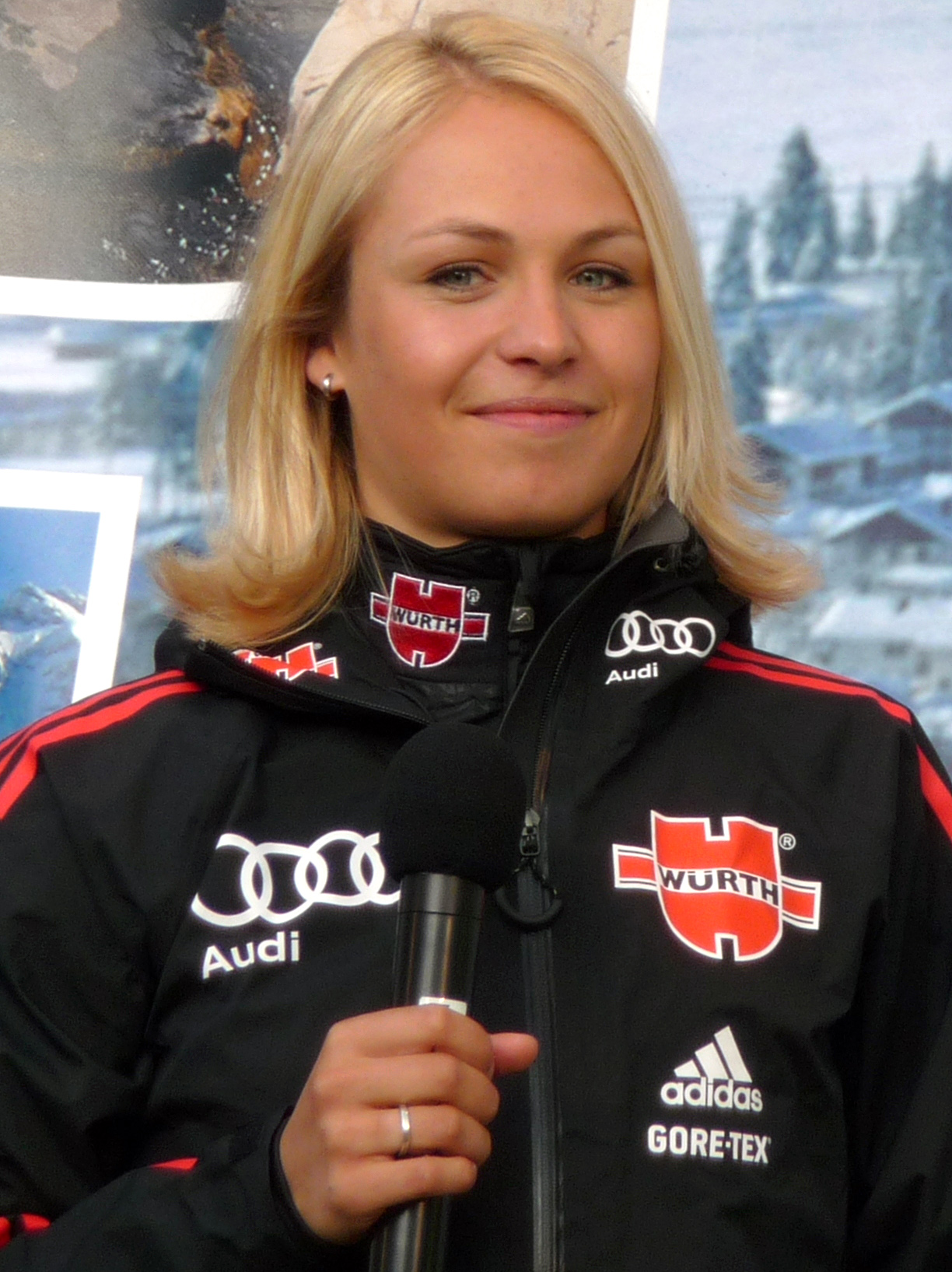
玛格达莱娜·诺伊纳 (2011年)

玛格达莱娜·诺伊纳（德語：Magdalena Neuner，1987年2月9日—），德国女子冬季两项运动员。她曾代表德国参加2010年冬季奥林匹克运动会冬季两项比赛，获得二枚金牌和一枚银牌。